# Зобнино (Тверская область)
Зобнино — деревня в Кашинском городском округе Тверской области России.

## География
Деревня находится на берегу реки Яхрома в 17 км на юго-запад от города Кашина.

## История
В 1759 году в селе была построена каменная церковь Зачатия Святой Анны с 2 престолами, в 1861 году построена деревянная Дмитриевская церковь.
В конце XIX — начале XX века село входило в состав Потуповской волости Кашинского уезда Тверской губернии.
С 1929 года деревня входила в состав Леушинского сельсовета Кашинского района Бежецкого округа Московской области, с 1935 года — в составе Калининской области, с 1994 года — в составе Леушинского сельского округа, с 2005 года — в составе Булатовского сельского поселения, с 2018 года — в составе Кашинского городского округа.

## Население
| 1859 | 1889 | 2002 | 2010 |
| ---- | ---- | ---- | ---- |
| 71   | ↗278 | ↘251 | ↘232 |

## Достопримечательности
В деревне расположена недействующая Церковь Анны праведной Зачатия (1759).

## Известные люди
В селе родился писатель, участник Отечественной войны 1812 года и заграничных походов русской армии 1813-14 годов Николай Васильевич Неведомский (1791—1853).